# Mycroft Holmes
Mycroft Holmes angol irodalmi alak, Arthur Conan Doyle műveiben a nála hét évvel fiatalabb Sherlock Holmes bátyja. A brit kormánynál tölt be jelentős pozíciót, lényegében „Maga A Brit Kormány”. Nyomozói tehetsége, képességei meg is haladják testvére képességeit, bár ezek gyakorlati alkalmazását korlátozzák gyenge fizikai képességei és a terepmunka iránti ellenállása.
A karaktert számos irodalmi mű, televíziós sorozat, film, rádiójáték és képregény megelevenítette.
Első megjelenése A görög tolmács című műben volt.

„Nincs se ambíciója, se energiája. Nem jár utána annak, hogy megvizsgálja saját ötleteit, inkább rosszaknak tekinti, mintsem ellenőrizné őket. Újra és újra problémák merülnek fel, és arra sem ad magyarázatot, ami utólag helyesnek bizonyult.”

– Sherlock Holmes